# Донау-Ауен
Донау-Ауен (нім. Donau-Auen, у перекладі «Заплава Дунаю») — національний парк в Австрії, що розташований у землі Нижня Австрія у долині річки Дунай між Віднем та Братиславою.

## Географія
Він займає 93 км2 і тягнеться від Відня до гирла річки Морава в Нижній Австрії до кордону зі Словаччиною. Довжина парку становить 38 км, у той час як максимальна ширина — близько чотирьох. На північ від нього тягнеться рівнинна низовина Маршфельд. Більшу частину національного парку становлять заплавні луки і заболочені землі вздовж Дунаю, тут багато озер і невеликих річок. Донау-Ауен — один з останніх природних куточків Центральної Європи, де зберігається незаймана біосфера заплавних заплав. Коливання рівня води в річці доходять тут до 7 метрів, що постійно підживлює водойми парку та оновлює ландшафт.

### Флора і фауна
У парку мешкає безліч тварин, включаючи рідкісні та вимираючі види, в тому числі понад сто видів птахів, 8 видів рептилій, 13 видів земноводних та 60 видів риби. Також велике розмаїття флори: тут зростає понад 800 видів рослин, у тому числі такі рідкісні, як срібна верба і рідкісні види орхідей.

## Історія
Протягом багатьох років імператори і знать використовували лісові території навколо Дунаю в районі Відня для полювання і будівництва замків. Для простолюдинів цей район був практично недоступний. Але в XVII столітті імператриця Марія-Тереза передала ці землі у володіння муніципалітету міста, відкривши їх для громадськості. До початку XX століття будівельні роботи на Дунаї сприяли постійній зміні русла річки і негативно впливали на флору і фауну регіону. В результаті багаторічних протестів, дебатів і дискусій, підтверджених науковими дослідженнями, в 1977 році австрійським урядом ці території були оголошені заповідною зоною. У ЮНЕСКО також підтримали цю ініціативу. А в 1996 році відбулося відкриття Національного парку Донау-Ауен.

## Туризм
Відвідування парку краще починати з замку Орт, який фактично є його центром. Тут представлені на огляд всі види тварин і рослин, що мешкають або зростають на його території. А на підводній станції з проточною водою можна побачити всі види риб, які облюбували Дунай. Тут же починаються екскурсії з рейнджерами парку — пішохідні, водні, велосипедні. У замку Орт проводяться тематичні виставки та семінари, відбуваються свята, збираються школярі і студенти для виконання наукових проектів.